# Brutal Planet
Brutal Planet – dwudziesty pierwszy studyjny album Alice Coopera z 2000 roku. Stylistycznie był to zwrot artysty w kierunku ciężkiego, nowoczesnego heavy metalu.

## Spis utworów
1. Brutal Planet 4:39
2. Wicked Young Man 3:50
3. Sanctuary 4:00
4. Blow Me A Kiss 3:18
5. Eat Some More 4:35
6. Pick Up The Bones 5:15
7. Pessi - Mystic 4:56
8. Gimme 4:46
9. It's The Little Things 4:11
10. Take It Like A Woman 4:12
11. Cold Machines 4:16